# Ariphrades setula
Ariphrades setula là một loài bướm đêm trong họ Erebidae.